# 小野沢静夫
小野沢 静夫（おのざわ しずお、1921年（大正10年）10月10日 - 1999年（平成11年）5月6日）は、昭和から平成初期の政治家。長野県飯山市長。

## 来歴
長野県下高井郡下木島村（現飯山市）で、小野沢広輔、ちよ の長男として生まれた。1939年（昭和14年）旧制飯山中学（現長野県飯山高等学校）卒業。戦後、木島連合青年団長から自民党長野県連青年部副部長として青年団運動に活躍し、飯山南高や飯山北高のPTA副会長、木島消防団長、飯山市農業委員会委員等を経て、1962年（昭和37年）12月、飯山市議会議員となり、同議長を務めた。
1978年（昭和53年）9月、飯山市長選挙に当選し、1890年（平成2年）9月まで3期務めた。在任中は整備新幹線である北陸新幹線の新駅計画誘致や、和紙や仏壇などの伝統産業会館の建設などに尽力。また、飯山市農業協同組合専務理事、同副組合長も務めた。

## 栄典
- 1992年（平成3年）勲四等旭日小綬章受章[3]

## 著作
- 『追憶の市長室：いま、任終えて』銀河書房、1991年。